# Corriverton
Corriverton é a cidade mais oriental da Guiana. Ele está localizado na foz do rio Corentyne, em frente a Nieuw Nickerie, Suriname, ao qual está conectado por balsa de South Drain.
Corriverton está localizada a aproximadamente 195 mi/313 km de Georgetown no lado leste da Guiana, no condado de Berbice. Sua população em 2012 era de 11.386 habitantes.
É uma construção administrativa moderna, composta por duas cidades mais antigas, Springlands e Skeldon, e várias cidades que foram nomeadas, ou melhor, numeradas (por exemplo, '78'), em homenagem de suas plantações de açúcar, de propriedade de Bookers.
Corriverton tem uma população mista de hindus, cristãos e muçulmanos vivendo juntos. É o local de muitas mesquitas, templos e igrejas, e tem um excelente sistema educacional.
Os hotéis da cidade incluem Paraton Inn, Mahogany Hotel, Riverton Suites, Hotel Malinmar, Swiss Guest House e muitos outros. Corriverton é muito barato para os turistas.

## Transporte
Desde 1998, a balsa CANAWAIMA conecta Moleson Creek, 10 km ao sul de Corriverton, com South Drain em Suriname. Esta é a única conexão legal entre os dois países, mas antes que a estrada fosse recapeada, muitos viajantes preferiam fazer o retorno rota. -track route.

## Origem do nome
O nome de Corriverton vem da fusão das palavras Courantine River Town.
Corriverton está localizada a 313 km de Georgetown.
Um serviço de ferry liga-o a Nova Nickerie.

## Etnia
Corriverton tem uma população de ascendência hindu e africana que pratica o hinduísmo, o islamismo e o cristianismo, por isso não é incomum encontrar numerosos templos, mesquitas e igrejas hindus.